# Olimpiada de ajedrez de 2014
La Olimpiada de ajedrez de 2014 fue la 41.ª edición oficial de las Olimpiadas de ajedrez, torneo organizado por la Federación Internacional de Ajedrez. Comprendió tanto una competición absoluta como una específica para mujeres, así como varios otros acontecimientos dirigidos a la promoción del ajedrez. Se celebró entre el 1 y el 14 de agosto de 2014 en Tromsø, Noruega.
Participaron un total de 1.570 jugadores, 881 de ellos en la sección abierta y 689 en la femenina. El número de equipos fue de 177 procedentes de 172 países en la sección abierta, y de 136 de 131 países en la femenina. Los torneos principales se disputaron a Mackhallen. El árbitro jefe fue el Árbitro Internacional griego Panagiotis Nikolopoulos. El campeón del mundo del momento, el Gran Maestro Internacional noruego Magnus Carlsen, fue uno de los ocho embajadores oficiales del acontecimiento, y jugó en el primer tablero del equipo noruego.
China ganó el torneo abierto por primera vez en la historia, mientras que Rusia lo hizo en el torneo femenino, por tercera vez consecutiva y, también, tercero en la historia. El chino Yu Yangyi, que jugaba en el tercer tablero, y la georgiana Nana Dzagnidze, jugando en el primero, fueron los jugadores más efectivos en la sección abierta y femenina, respectivamente. El acontecimiento fue también la última competición para Judit Polgár, la mejor jugadora de ajedrez femenina de la historia, quién anunció su retirada del ajedrez de competición al final de la Olimpiada. Jugando como suplente por el equipo de Hungría en el torneo principal, ganó una medalla de plata con su equipo, y totalizó cuatro victorias, una derrota, y unas tablas, con una puntuación total de 4½/6.

## Preparación
| Países participantes Participantes en ambos torneos, abierto y femenino Participantes solo en el torneo abierto. |

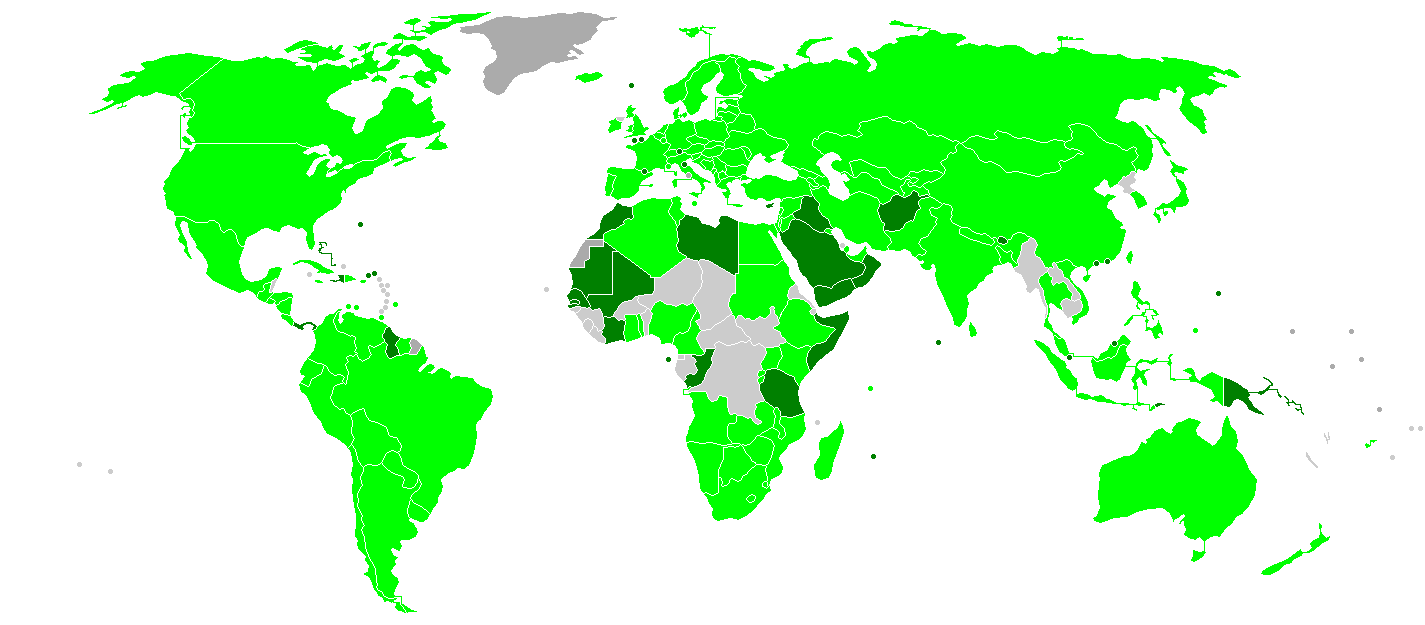

Dos ciudades pugnaron por acoger el acontecimiento: Albena en Bulgaria y Tromsø. La elección se realizó en 2010 en Janty-Mansisk, y duró algunos días; finalmente los noruegos ganaron en una votación por 95–47.
En mayo de 2014, se anunció que el presupuesto de la olimpiada sería de 15 millones de coronas noruegas. En ese momento los noruegos no sabían que también tendrían que organizar la Copa del Mundo de ajedrez de 2013 y por lo tanto no consideraron el coste de este acontecimiento. Los organizadores pidieron fondos adicionales por la Olimpiada, pero el gobierno noruego no los aprobó. Entonces tuvieron que buscar patrrocinadores privados para cubrir gastos. En junio de 2014, el parlamento noruego aprobó unos fondos adicionales de 12 millones de coronas para el acontecimiento, garantizando la celebración dce la Olimpiada,.
El director administrativo de la Olimpiada de Tromsø fue Børge Robertsen. El director fue Henrik Andenæs, posteriormente sustituido por Herman Kristoffersen. Hubo ocho embajadores de la Olimpiada: el campeón del mundo en ese momento, Magnus Carlsen; el excampeón del mundo, Anatoli Kárpov; las excampeonas del mundo, Zsuzsa Polgár y Aleksandra Kosteniuk; la Gran Maestra Femenina Melanie Ohme; el historiador, escritor, ajedrecista y político Hans Olav Lahlum; el exfutbolista Sigurd Rushfeldt; y el aventurero y periodista Lars Monsen.
El lugar elegido para el campeonato fue Mackhallen, situado en el casco antiguo de Tromsø. Mackhallen es la antigua sede de la fábrica de cerveza situada más al norte del mundo, que fecha de 1877.

## El acontecimiento

### Formato de competición y calendario
El torneo se disputó por sistema suizo. El control de tiempo era de 90 minutos por 40 movimientos, con 30 segundos adicionales por movimiento, y 30 minutos más después de la jugada 40. Se permitía ofrecer tablas en cualquier momento durante la partida. Se jugaron un total de 11 rondas, en cada una de las cuales cada equipo jugaba con cuatro jugadores, uno de los cuales podía ser un suplente.
La clasificación de los equipos se hizo según los puntos ganados en cada ronda. En caso de igualdad a puntos de dos o más equipos, el desempate se realizó aplicando: 1. El sistema Sonneborn-Berger; 2. El total de puntos hechos en el partido; 3. Suma de los puntos de los rivales, excluyendo el peor resultado.
La ceremonia de apertura de la Olimpiada se celebró el día 1 de agosto, y la de finalización el 14 del mismo mes. La clausura empezó con un minuto de silencio debido a las muertes del jugador de las Seychelles, Kurt Meier de un infarto y de Alisher Anarkulov de la Federación de Ajedrez de Uzbekistán. Las rondas del torneo empezaron el día 2 de agosto y acabaron el mismo día 14. Hubo dos días de descanso: el primero el 7 de agosto después de la quinta ronda, y el segundo el 13, antes de la ronda final. Hubo también un encuentro de árbitros el día 1 de agosto y uno de capitanes el 2.

### Torneo abierto

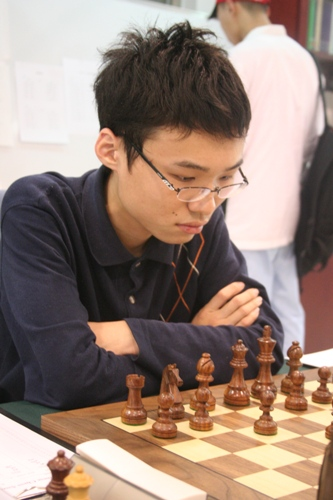
Yu Yangyi ganó la medalla de oro individual del torneo abierto.

En el torneo abierto participó un número récord de 177 equipos, representando 172 países. Noruega, como país organizador, inscribió tres equipos, y también participaron la International Braille Chess Association (IBCA), la Asociación de Ajedrez de Disminuidos Físicos (IPCA), y el Comité Internacional de Ajedrez para Sordos (ICSC).
Entre los jugadores que participaron en la Olimpiada se encontraba el campeón y número uno del mundo Magnus Carlsen, nueve de los diez primeros jugadores de la lista de Elo de la FIDE de julio de 2014, y cuatro excampeones del mundo. El excampeón y aspirante en el Campeonato del mundo de 2014, Viswanathan Anand, fue el único jugador de los diez primeros del mundo que no participó. La mujer con más elevado ranking, Judit Polgár, representó a Hungría en el torneo abierto. De todas maneras, no todos los equipos participaron con sus mejores equipos posibles. La República Popular China, de la que se esperaba que fuera uno de los equipos a priori más fuertes, tenía sólo dos jugadores alrededor de los 2700 puntos de Elo. Rusia era el equipo más fuerte en la sección abierta, con una media de 2777 puntos, seguido por Ucrania con 2722 y Francia, liderada por Maxime Vachier-Lagrave con 2718 puntos. Otros equipos con medias superiores a 2700 fueron Armenia, con el número 2 mundial, Levon Aronian, jugando en el primer tablero, los Estados Unidos, y Hungría.
Finalmente China ganó su primera medalla de oro en el torneo abierto, y fue además el único equipo imbatido del torneo. Los chinos consiguieron ocho victorias y tres empates, con un total de 19 puntos, acabando dos puntos por encima de sus rivales. El segundo lugar lo compartieron cuatro equipos con 17 puntos: Hungría, India, Rusia y Azerbaiyán. Hungría ganó el tie-break por el segundo lugar y obtuvo la medalla de plata, y la India obtuvo la medalla de bronce. Rusia, que era como casi siempre clara favorita antes del torneo, acabó en cuarto lugar. Armenia, los campeones defensores del título, realizaron 16 puntos y acabaron en octavo lugar.
| #  | País       | Jugadores                                           | Ratio media | Puntos | Desempate |
| -- | ---------- | --------------------------------------------------- | ----------- | ------ | --------- |
| 1  | China      | Wang Yue, Ding Liren, Yu Yangyi, Ni Hua, Wei Yi     | 2699        | 19     |           |
| 2  | Hungría    | Lékó, Balogh, Almási, Rapport, Polgár               | 2703        | 17     | 372.0     |
| 3  | India      | Negi, Sethuraman, Sasikiran, Adhiban, Lalith Babu   | 2631        | 17     | 371.5     |
| 4  | Rusia      | Kramnik, Grischuk, Svidler, Kariakin, Nepómniashchi | 2773        | 17     | 352.0     |
| 5  | Azerbaiyán | Mamedyarov, Radjabov, Mamedov, Safarli, Guseinov    | 2694        | 17     | 345.0     |
| 6  | Ucrania    | Ivanchuk, Ponomariov, Eljanov, Korobov, Moiseenko   | 2723        | 16     | 377.5     |
| 7  | Cuba       | Domínguez, Bruzón, Quezada, Ortiz, Gonzalez         | 2629        | 16     | 361.0     |
| 8  | Armenia    | Aronian, Sargissian, Movsesian, Akopian, Kotanjian  | 2705        | 16     | 350.5     |
| 9  | Israel     | Gelfand, Rodshtein, Smirin, Sutovsky, Postny        | 2683        | 16     | 348.0     |
| 10 | España     | Vallejo, Guijarro, Salgado, Illescas, Vázquez       | 2640        | 16     | 334.5     |
Se dieron premios por tablero según la performance. Yu Yangyi, en el tercer tablero, consiguió la mejor performance de todo el torneo:
- Tablero 1: Veselin Topalov 2872
- Tablero 2: Nguyễn Ngọc Trường 2843
- Tablero 3: Yu Yangyi 2912
- Tablero 4: Nikola Sedlak 2773
- Suplente: Sam Shankland 2831

### Torneo femenino

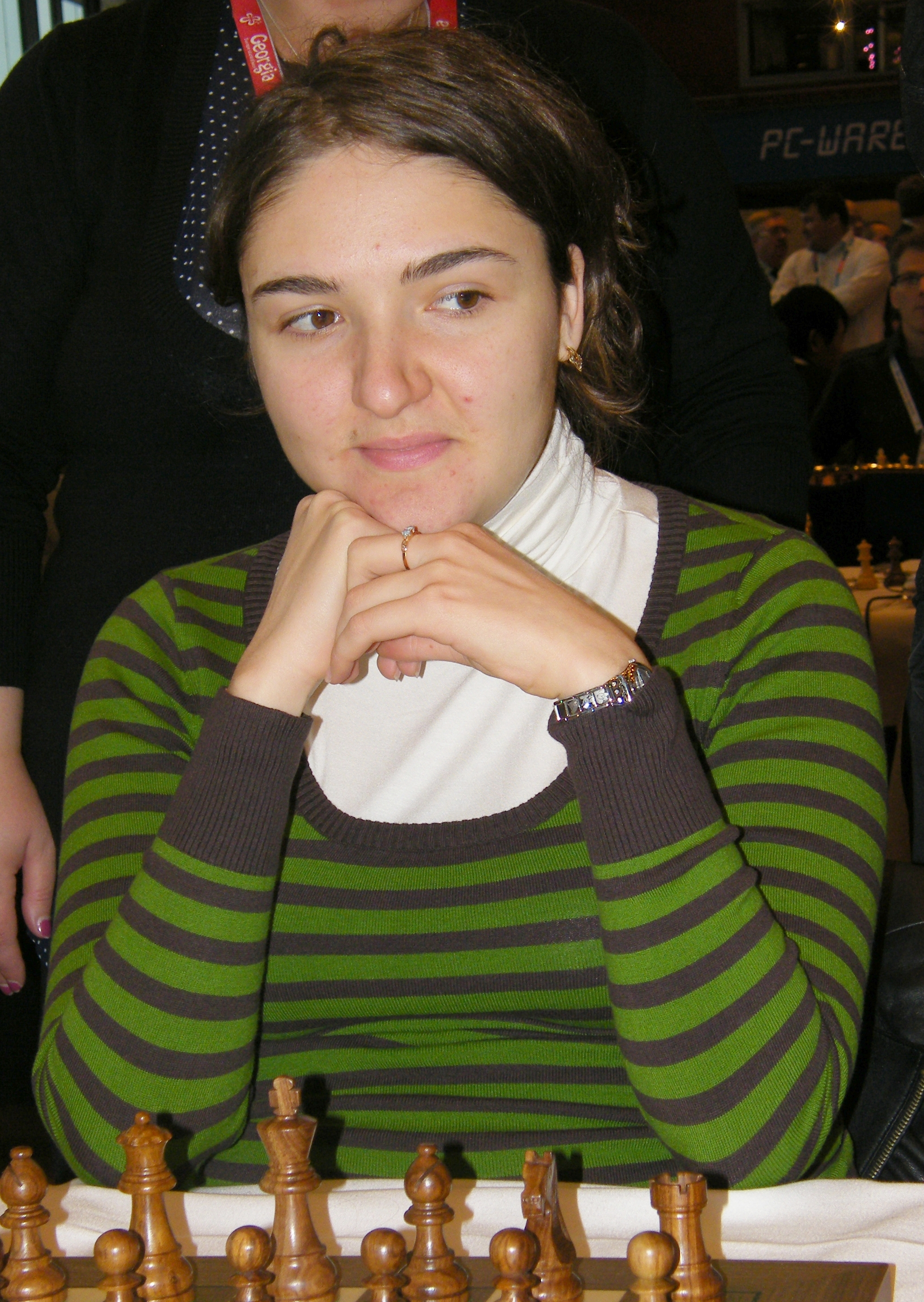
La georgiana Nana Dzagnidze ganó la medalla de oro individual en la competición femenina.

En el torneo femenino participaron 136 equipos en representación de 131 países. Noruega, como país organizador, inscribió tres equipos, y también participaron la International Braille Chess Association (IBCA), la Asociación de Ajedrez de Disminuidos Físicos (IPCA), y el Comité Internacional de Ajedrez para Sordos (ICSC).
Entre las jugadoras que participaron en el torneo femenino se encontraba la Campeona del mundo del momento, Hou Yifan, siete de las diez mejores jugadoras de la lista de Elo de la FIDE publicada en julio de 2014 (excluida Polgar, que jugaba el torneo principal), y tres excampeonas del mundo. Humpy Koneru de la India y Viktorija Čmilytė de Lituania, fueron las únicas dos de las diez primeras que no participaron en la Olimpiada. China tenía el equipo más fuerte de la competición femenina, y había traído todas sus jugadoras más fuertes, con una media de Elo de 2544. Rusia era el segundo equipo más fuerte, con una media de Elo de 2521, encabezado por Katerina Lahno en el primer tablero, Aleksandra Kosteniuk, Natalia Pogonina, y Valentina Gunina. Ucrania, con una media de 2505 era el tercer equipo según ranking Elo, y contaba con las hermanas Anna y Maria Muzychuk así como con la excampeona del mundo femenina, Anna Ushenina.
Rusia ganó finalmente la competición femenina por tercera vez consecutiva, con diez victorias y sólo una derrota, con un total de 20 puntos. China y Ucrania empataron en el segundo lugar con 18 puntos, pero las chinas ganaron el desempate y obtuvieron la plata, mientras las ucranianas se quedaban con el bronce. Rusia y China hicieron resultados perfectos sin perder hasta la séptima ronda, en que las rusas derrotaron a las chinas por 3-1, lo que les permitió obtener un margen decisivo para ganar el oro.
| #  | País           | Jugadoras                                                    | Ratio media | Puntos | Desempate |
| -- | -------------- | ------------------------------------------------------------ | ----------- | ------ | --------- |
| 1  | Rusia          | Lagno, Gunina, Kosteniuk, Girya, Pogonina                    | 2520        | 20     |           |
| 2  | China          | Hou Yifan, Ju Wenjun, Zhao Xue, Tan Zhongyi, Guo Qi          | 2549        | 18     | 406.0     |
| 3  | Ucrania        | A. Muzychuk, M. Muzychuk, Ushenina, Zhukova, Gaponenko       | 2510        | 18     | 383.0     |
| 4  | Georgia        | Dzagnidze, Khotenashvili, Javakhishvili, Melia, Batsiashvili | 2499        | 17     | 390.0     |
| 5  | Armenia        | Danielian, Mkrtchian, Galojan, Kursova, Sargsyan             | 2383        | 17     | 350.5     |
| 6  | Kazajistán     | Nakhbayeva, Saduakassova, Abdumalik, Davletbayeva, Dauletova | 2333        | 17     | 320.0     |
| 7  | Polonia        | Socko, Zawadzka, Szczepkowska-Horowska, Bartel, Kulon        | 2402        | 16     | 362.0     |
| 8  | Estados Unidos | Krush, Zatonskih, Abrahamyan, Katerina Nemcova, Foisor       | 2405        | 16     | 339.5     |
| 9  | Alemania       | Pähtz, Schleining, Melamed, Ohme, Hoolt                      | 2379        | 16     | 304.0     |
| 10 | India          | Dronavalli, Sachdev, Karavade, Gomes, Padmini                | 2421        | 15     | 380.0     |
Se dieron premios por tablero según la performance. Nana Dzagnidze, en el primer tablero, consiguió la mejor performance de todo el torneo:
- Tablero 1: Nana Dzagnidze 2719
- Tablero 2: Valentina Gunina 2651
- Tablero 3: Aleksandra Kosteniuk 2639
- Tablero 4: Natalia Júkova 2512
- Tablero suplente: Rout Padmini 2584

### Trofeo Gaprindashvili
El trofeo Nona Gaprindachvili se otorga al país que tenga más puntos entre las secciones abierta y femenina combinadas. En caso de empate entre dos o más equipos, se desempata por los mismos sistemas que en los dos torneos separados. El trofeo, denominado así en honor a la excampeona del mundo (1961–78), fue creado por la FIDE el 1997.

## Elecciones a la presidencia de la FIDE
Las elecciones a la presidencia de la Federación Internacional de Ajedrez se celebraron durante el 85.º Congreso de la misma, que tuvo lugar durante la olimpiada. Los 177 países miembros de la FIDE podían votar por uno de los dos candidatos: el presidente entonces en el cargo Kirsán Iliumzhínov o el excampeón del mundo Gari Kaspárov. Antes del congreso, Kaspárov se había quejado de irregularidades cometidas por la FIDE en la lista publicada de delegados, y al menos un miembro de la Comisión Electoral de la FIDE (ELE) había estado de acuerdo. Finalmente, Iliumjínov venció a Kaspàrov con una diferencia de 49 votos (110 votos por Iliumjínov y 61 por Kaspárov).